# Жозе Марафона
Жозе Марафона (порт. José Marafona, нар. 8 травня 1987, Віла-ду-Конде) — португальський футболіст, воротар турецького «Аланьяспора».

## Ігрова кар'єра
У дорослому футболі дебютував 2006 року виступами за команду клубу «Варзім», в якій провів чотири сезони, взявши участь у 57 матчах чемпіонату. 
2010 року перейшов до «Марітіму», проте, не провівши жодної гри за його команду, наступного року на умовах оренди став гравцем «Авеша», де протягом двох сезонів був основним воротарем.
2013 року уклав контракт з «Морейренсе», у складі якого провів наступні два роки своєї кар'єри гравця. Згодом протягом сезону захищав ворота клубу «Пасуш ді Феррейра».
У січні 2016 року став гравцем «Браги», де відразу після переходу отримав місце у стартовому складі. Півтора сезону був основним голкіпером «Браги», однак згодом отримав важку травму коліна, через яку повністю пропустив сезон 2017/18. Відновившись, не зміг повернути собі місце в «основі» і протягом наступного сезону був резервним воротарем команди.
У травні 2019 року уклав дворічний контракт з турецьким «Аланьяспором». Став основним голкіпером команди з Аланії.

## Виступи за збірну
2017 року дебютував в офіційних матчах у складі національної збірної Португалії.

## Досягнення
- Володар Кубка Португалії з футболу (1):

Брага: 2015-16